# Японія потопає (фільм, 1973)
«Японія тоне» (яп. 日本沈没日本沈没: ніхон тімбоцу; англ. Submersion of Japan) — японський фільм, поставлений в жанрі фільму-катастрофи в 1973 році режисером Сіро Морітані за науково-фантастичним романом Комацу Сакьо «Японія тоне» (інші варіанти перекладу назви — «Загибель дракона», «Потопаюча Японія», «Японія тоне» або «Затоплення Японії»). Вперше в історії японського кіно до роботи над фільмом в якості консультантів було залучено найвідоміших вчених — геофізиків, сейсмологів, океанографів, вулканологів. Можливо саме завдяки участі вчених фантастична катастрофа виглядає на екрані так переконливо.

## Сюжет
Японський підводник Тосіо Онодера у пошуках руди з професором Такадоро випробовують новітній батискаф. Оглядаючи дно, професор виявляє дивні геологічні формування на місці затонулого острова. Він спрямовує батискаф на дослідження Японської западини, де, як гадає, криється їх причина. На глибині апарат потрапляє в підводну течію і знаходить тріщину в дні.
Тосіо зустрічається з Рейко, разом вони купаються на узбережжі, коли несподівано починається виверження вулкана поблизу Токіо. Острови зазнають суттєвих руйнувань, гине три сотні людей. Такадоро прибуває на скликану урядом нараду, де попереджає, що землетруси й виверження останнім часом частішають. Він стверджує, що насувається гігантський катаклізм, здатний знищити більшу частину країни. Проте тільки старий Ватарі, який колись працював разом з нинішнім прем'єр-міністром Ямамото, дослухається до його слів. Ватарі має власні підстави чекати на катастрофу: ластівки раптом покинули всю Японію, тоді як зазвичай відлітають з узбережь, яким загрожує цунамі. Ватарі переконує Ямамото почати роботу над секретними проектами порятунку населення. Група вчених вирушає здійснити додаткові дослідження морського дна. Їхній висновок не залишає місця для надії: Японія загине менше, ніж через рік — море поглине острови.
Незабаром прогнози починають збуватися, новий поштовх землетрусу руйнує Токіо. Третина населення міста гине під руїнами та у вогні пожеж, рятувальні команди виявляються не в силах впоратися з лихом такого масштабу. Ямамото віддає наказ покинути задіяти весь доступний транспорт для евакуації населення в інші країни. Він розсилає секретні послання іноземним урядам з проханням врятувати націю, прийнявши і розселивши 110 мільйонів японців. Деякі держави погоджуються на це, проте висловлюються побоювання, що табори біженців становитимуть загрозу. Тим часом насувається ще більший землетрус. Тосіо радить Рейко тікати з країни, сам він не може евакуюватися разом з нею, маючи обов'язок продовжити дослідження.
Поштовхи землетрусу слідують один за іншим та розділяють країну на частини. Рейко встигає повідомити Тосіо, щоб той відбув з Японії без неї перед тим, як черговий поштовх руйнує телефонну лінію. Тим часом стає відомо, що остаточне затоплення станеться раніше, ніж прогнозувалося.
До берегів Японії прибувають американські і радянські кораблі, на вцілілі аеродроми сідають радянські транспортні літаки. Тосіо попереджає судна з біженцями про цунамі, проте вони не встигають розвернутися. Рейко, що спостерігала за цим, вдається покинути зону лиха та врятуватися з групою уцілілих. Ватарі відмовляється покинути батьківщину та гине в своєму будинку. Ямамото дякує Такадоро за його дослідження, котрі дозволили врятувати безліч людей. Той також лишається, попри вмовляння. Врешті всі острови Японії зникають під водою. Тосіо на науковому судні з іншими вченими спостерігають морську гладь, що утворилася на місці країни. Рейко їде в потязі та прибуває зі біженцями на нову батьківщину.

## В ролях
| Актор           | Роль                                   |
| --------------- | -------------------------------------- |
| Кейдзю Кобаясі  | професор Тадокоро керівник проекту D-1 |
| Тецуро Тамба    | прем'єр-міністр Ямамото                |
| Ендрю Х'югз     | прем'єр-міністр Австралії              |
| Хіросі Фудзіока | Тосіо Онодера                          |
| Аюмі Ісіда      | Рейко Абе                              |
| Юсуке Такіта    | доцент Юкінага геофізик                |
| Хідеакі Нітані  | Накату                                 |
| Цього Сімада    | Ватарі                                 |
| Набуо Накамура  | посол Японії в Австралії               |
| Ісао Нацуягі    | Юукі                                   |
| Тадао Накамару  | Куніе з розвідувального управління     |
| Куніо Мурай     | Катаока                                |
| Мідзухо Судзукі | міністр науки                          |

## Прем'єри
- — національна прем'єра фільму відбулася 29 грудня 1973 року[1].
- — прем'єра в Європі пройшла 7 листопада 1974 року в ФРН.
- — на американському континенті фільм вперше було показано в травні 1975 року в США.
- — французька прем'єра фільму відбулася 28 травня 1975 року в Парижі.
- — 6 жовтня 1975 року фільм був вперше показаний у шведській столиці Стокгольмі.
- — з 15 грудня 1975 року фільм демонструвався у польському кінопрокаті.
- — прем'єра в Іспанії відбулася 23 грудня 1975 року.
- — з квітня 1976 року фільм демонструвався в радянському прокаті[комм. 1][2].
- — 30 квітня 1976 року фільм вийшов у кінотеатрах Гельсінкі (Фінляндія).